# Choca-de-roraima
Choca-de-roraima (nome científico: Thamnophilus insignis) é uma espécie de ave pertencente à família dos tamnofilídeos. Pode ser encontrada na Venezuela e em partes adjacentes da Guiana e norte do Brasil.
Seu nome popular em língua inglesa é "Streak-backed antshrike".